# Donacja Pepina
Donacja Pepina – akt darowizny terytorialnej z 754 r. i potwierdzonej w 756 r., który dał papieżowi status świeckiego niezależnego władcy i stanowił podstawę prawną do powstania Państwa Kościelnego.

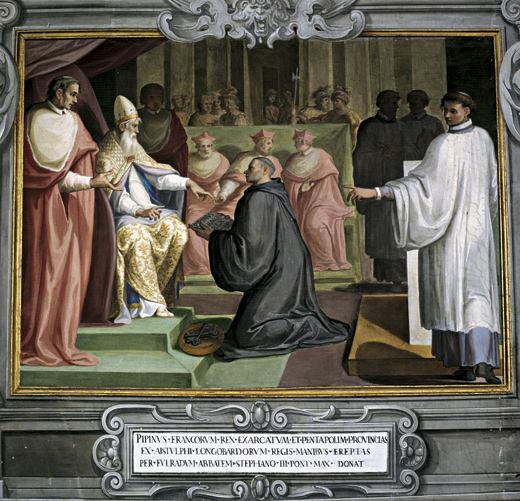
Obraz pokazujący przekazanie papieżowi aktu donacji

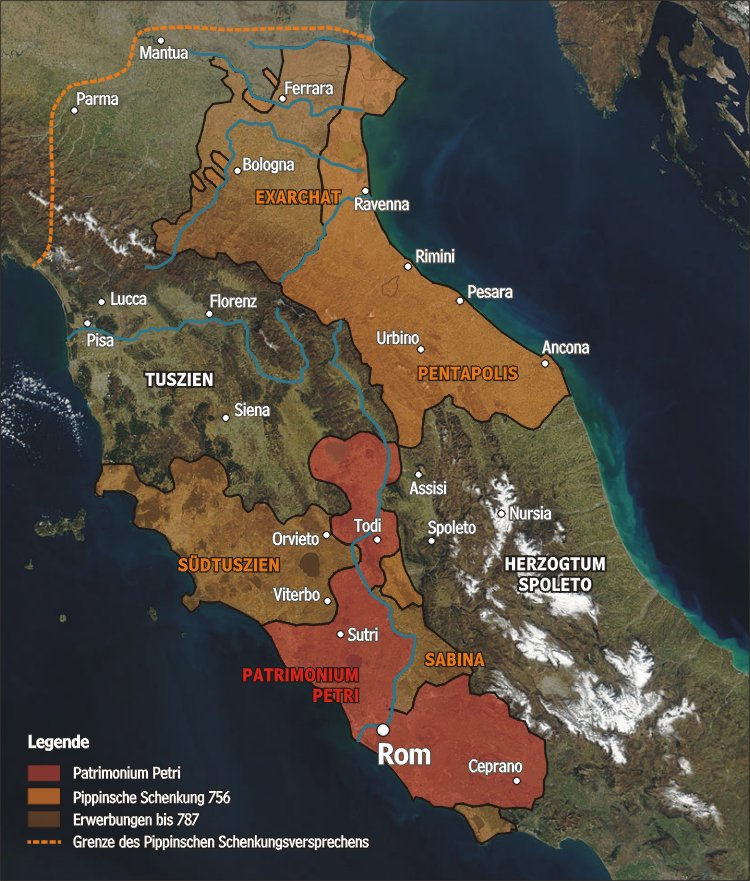
Państwo Kościelne w 800 r.

W 751 r. Longobardowie pokonali Egzarchat Rawenny, a ich król Aistulf zażądał, aby Rzym złożył mu hołd. Papież Stefan II zwrócił się o pomoc do króla Franków Pepina Krótkiego, który został królem dzięki poparciu papieża Zachariasza. Papież Stefan II osobiście przybył do Francji (był to pierwszy raz w historii, kiedy papież przekroczył Alpy), a na jego spotkanie wyjechał 11-letni syn Pepina, Karol, który poprowadził papieża do ojca. Zgodnie z tradycją rzymskokatolicką właśnie podczas tego spotkania Pepin obiecał papieżowi poddanie władzy papieskiej wielu terytoriów, zdobytych na Longobardach.
28 lipca 754 r. Stefan dokonał namaszczenia Pepina i jego syna Karola w katedrze opactwa Saint Denis. W 756 r. w odpowiedzi na list rzekomo cudownie napisany przez samego św. Piotra, Frankowie najechali Włochy i pokonali Longobardów.
W ciągu dwóch lat król Franków Pepin zdobył 22 miasta (m.in. Rawenna, Perugia, Parma, Reggio i Mantua), a także Pentapolis z miastami Ankona, Rimini, Pesaro, Fano.
Ponieważ papież poprosił króla Franków o pomoc nie we własnym imieniu, ale w imieniu św. Piotra, tak więc darowiznę terytoriów zdobytych na Longobardach, na mocy umowy między królem a papieżem określono jako darowiznę dla św. Piotra.
Donację Pepina potwierdzili jego następcy: Karol i Ludwik Pobożny, w 778 i 817 r. Powoływano się potem na tę donację jako na dowód autentyczności Donacji Konstantyna.